# 坦博 (加利福尼亞州)
坦博（英語：Tambo）是位於美國加利福尼亞州尤巴縣的一個非建制地區。該地的面積和人口皆未知。

## 地理
坦博的座標為39°14′22″N 121°34′38″W / 39.23944°N 121.57722°W，而該地的平均海拔高度為24米（即79英尺）。